# Wentian
Wentian (问天) är den första av den kinesiska rymdstationen Tiangongs laboratorium moduler. Uppskjutningen gjordes med en Chang Zheng 5B-raket från Wenchangs satellituppskjutningscenter den 24 juli 2022. Modulen är utrustad med en luftsluss, en robotarm och två stora solpaneler.
Några timmar efter uppskjutningen dockade modulen med den främre dockningsporten på Tianhe-modulen. Den 30 september 2022, flyttades modulen till en annan av Tianhe-modulens dockningsportar.
Modulens luftsluss användes för första gången den 1 september 2022.

## Anslutningar, portar och luckor
Wentian har en port: akter.
- Akter: Tianhe

## Dimensioner och vikt
Wentian är 17,9 meter lång, har en diameter på 4,2 meter och väger ungefär 21,5 ton.

## Dockningar
|  | Farkost / Modul | Port  | Dockning (UTC)           | Urdockning (UTC)         |
|  | --------------- | ----- | ------------------------ | ------------------------ |
|  | Tianhe          | Akter | 24 juli 2022, 19:13      | 30 september 2022, 03:44 |
|  | Tianhe          | Akter | 30 september 2022, 04:44 |                          |